# Ipomoea jalapa
Ipomoea jalapa är en vindeväxtart som först beskrevs av Carl von Linné, och fick sitt nu gällande namn av Coxe. Ipomoea jalapa ingår i släktet praktvindor, och familjen vindeväxter. Inga underarter finns listade i Catalogue of Life.